# Adelaida de Forcalquer

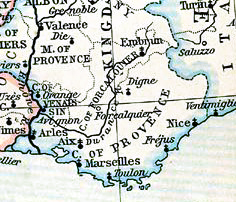
el comtat de Forcalquer, entre el comtat i el marquesat de Provença

Adelaida o Alix de Provença (després coneguda com a Adelaida I de Forcalquer), morta el 1129 a Avinyó, va ser comtessa de Provença després comtessa de Forcalquer des de la mort del seu pare, sobrevinguda entre 1063 i 1067 a la seva pròpia mort. Era filla de Guillem IV Bertran, comte de Provença, i d'Adelaida de Cavenez (o Adeladia de Rigino); era besneta per línia paterna de Guillem II de Provença-Arle.
No era encara casada a la mort del seu pare i, per tant, no estava dotada, i per això va succeir-lo com a comtessa de Provença, en indivisió amb els seus cosins Bertran I de Tolosa i de Trípoli, i II de Provença-Avinyó i Bertran II. Posseïa en propietat el castell de Forcalquer.
Es va casar el 1079 amb Ermengol IV, comte d'Urgell, i va ser la mare de:
- Guillem III de Forcalquer (nascut vers 1080, † 1129), comte de Forcalquer.
- Sança o Adelaida, morta jove.

El 1092, el seu marit va morir i el comtat d'Urgell va passar al fillastre d'Adelaida Ermengol V (nascut d'un primer matrimoni del comte Ermengol IV) i llavors es va instal·lar amb el seu fill Guillem a Provença, al seu castell de Forcalquer. L'any següent, la casa de Provença es va apagar amb la mort de Bertran II, i els seus drets van passar a Gerberge, casada amb Gilbert de Millau, comte de Gavaldà, passant després, el 1115, al casal de Barcelona. Els conflictes d'interessos entre les cases de Tolosa de Llenguadoc i de Barcelona van causar les guerres baussenques i van portar a un repartiment territorial de Provença. Un primer acord atribuïa el nord de Durance a la casa de Tolosa i ignorava els drets d'Adelaida i de Guillem, instal·lats en aquesta zona. Gràcies a l'allunyament dels comtes de Tolosa, ocupats a les croades, pogueren administrar una part del suposat territori tolosà i Adelaida va agafar el títol de "comtessa de Forcalquer" a partir de 1110 Un segon repartiment sobrevingut a la meitat del segle xii, reconeixia el seu drets compartint el marquesat entre les cases d'Urgell i de Tolosa de Llenguadoc.

## Font
- Foundation for Medieval Genealogy : els comtes de Provence
- Edouard Baratier, Histoire de la Provence, Editions Privat, Tolosa, 1990 ISBN 2-7089-1649-1